# 平岡昭利
平岡 昭利（ひらおか あきとし、1949年 - ）は、日本の地理学者。専門は、人文地理学・歴史地理学・社会地理学。特に島嶼地域の研究に取り組む。下関市立大学名誉教授。
関西大学大学院文学研究科博士課程単位取得退学。

## アホウドリと南進
平岡は、2012年の『アホウドリと『帝国』日本の拡大』、2015年の『アホウドリを追った日本人』において、明治から昭和戦前期の南進論の背景に、アホウドリを中心とした鳥類の捕獲や、資源としてのグアノ、リン鉱石の獲得競争があったことを示した。
『アホウドリと『帝国』日本の拡大』は、日本地理学会賞と人文地理学会賞、地理空間学会賞を受賞した。

## 主な著書

### 単著
- 南西諸島のサトウキビ農業、大明堂、1985年
- アホウドリと「帝国」日本の拡大：南洋の島々への進出から侵略へ、明石書店、2012年
- アホウドリを追った日本人：一攫千金の夢と南洋進出、岩波書店（岩波新書）、2015年

### 編著
- 明治の鹿児島：景観と地理、海青社、1988年
- 九州水車風土記、古今書院、1992年
- 地図でみる佐世保：古地図と古い写真でみる佐世保の変遷、芸文堂、1997年
- 九州（地図で読む百年）、古今書院、1997年
- 中国・四国（地図で読む百年）、古今書院、1999年
- 東北（地図で読む百年）、古今書院、2000年
- 北海道（地図で読む百年）、古今書院、2001年
- 水車と風土、古今書院、2001年
- 地図で読み解く日本の地域変貌、海青社、2008年
- 離島に吹くあたらしい風、海青社、2009年

### 共編著
- （野間晴雄との共編著）中部1（地図で読む百年）、古今書院、2000年
- （野間晴雄との共編著）中部2（地図で読む百年）、古今書院、2000年
- （寺阪昭信、元木靖との共編著）関東1（地図で読む百年）、古今書院、2003年
- （寺阪昭信、元木靖との共編著）関東2（地図で読む百年）、古今書院、2003年
- （野間晴雄との共編著）近畿1（地図で読む百年）、古今書院、2006年
- （野間晴雄との共編著）近畿2（地図で読む百年）、古今書院、2006年